# 柯展聰
柯展聰（英語：OR Chin Chung，1994年10月26日—），香港男子羽毛球運動員。

## 簡歷
柯展聰早年就讀保良局何壽南小學及聖保羅書院，繼而入讀香港教育大學。
2015年5月，柯展聰代表香港參加中國東莞市舉行的蘇迪曼盃。
2016年5月，柯展聰與鄧俊文以香港隊一號男雙的身分，出戰在中國崑山舉行的湯姆斯盃。他們在半準決賽的第二盤對陣世錦賽冠軍、印尼組合穆罕默德·阿赫桑/亨德拉·塞蒂亚万，以2比0（21-17、21-19）擊敗對手，雖然港隊最後以總盤數1比3落敗，未能晉級，但二人的表現卻備受關注。中國國家羽毛球隊隊長蔡赟认为这对年轻组合身体条件不错，未来有希望进入世界排名前10位，又表示自己从没见过两个左手持拍的配合，感觉挺特别。

### 2017年世锦赛
2017年8月，柯展聰參加苏格兰格拉斯哥舉行的世界羽毛球錦標賽，他和鄧俊文出戰男子双打項目。他與鄧俊文在首圈以2比1 （19-21、21-18、21-17）逆转了荷蘭的耶勒·马斯/罗宾·塔博林。在第二圈中，以0比2 （16-21、11-21）不敌赛会7号种子丹麦的马德斯·康拉德-彼德森/马德斯·皮勒尔·科尔丁，32強止步。

## 主要比賽成績
只列出曾進入準決賽的國際賽事成績：
| 年份   | 賽事                 | 公開賽級別 | 項目     | 搭檔   | 成績   |
| ------ | -------------------- | ---------- | -------- | ------ | ------ |
| 2017年 | 澳門羽毛球黃金大獎賽 | 黃金大獎賽 | 男子雙打 | 鄧俊文 | 準決賽 |

| 2007-2017年 | 首要超級賽 | 超級賽 | 黃金大獎賽 | 大獎賽 | 國際挑戰賽 | 國際系列賽 | 未來系列賽 | 其他 |

| 2018-2026年 | 總決賽 | 超級1000賽 | 超級750賽 | 超級500賽 | 超級300賽 | 超級100賽 | 國際挑戰賽 | 國際系列賽 | 未來系列賽 | 其他 |

### 奧運會和世錦賽參賽紀錄
|          | 搭檔   | 2017 | 2018 |
| -------- | ------ | ---- | ---- |
| 男子雙打 | 鄧俊文 | 32強 | 32強 |

## 外部連結
- 柯展聰的Instagram帳戶